# Renato Beluche
Renato Beluche Laporte (Nueva Orleans, Luisiana española, 15 de diciembre de 1780 - Puerto Cabello, Venezuela, 4 de octubre de 1860), fue un corsario francés de destacada participación en las Guerras de Independencia Hispanoamericana. En enero de 1814, Beluche fue el comandante de las 8 goletas de la expedición secreta de Cartagena contra Portobelo (Panamá), bajo las órdenes de Benoît Chassériau. Llegó a Venezuela en la Expedición de los Cayos el 31 de marzo de 1816, capitán del buque Independencia (renombrado General Bolívar), participó en la batalla de Los Frailes, la batalla del Lago de Maracaibo y la toma de Puerto Cabello entre otras acciones navales. Sus restos reposan en el Panteón Nacional de Venezuela desde el 22 de julio de 1963. Renato Beluche tuvo varios hijos, entre ellos Isidro uno de los escritores de su biografía. Isidro Beluche tuvo varios hijos: Semiramis, Renato, Sigfrido A. Beluche K, Waldemar; Waldemar no tuvo hijos, Sigfrido un hijo de nombre Sigfrido A. Beluche C., Semiramis, su única hija tuvo dos hijos, Natzul y Wolfgang. La descendencia más reciente de Renato son sus tataranietos Natzul Pozo Chávez Beluche y Gabriela Pozo Chávez Beluche. 
En la Isla de Taboga, tuvo un hijo bautizado en la Parroquia San Pedro el 5 de marzo de 1832 con 30 días nacido de nombre Blas (1832 - 1893), quien es hijo natural de Candelaria Esquivel, y de quien existe descendencia.

## Homenajes
- The Buccaneer, dirigido por Cecil B. DeMille en 1938 con Anthony Quinn[1] en el papel de Renato Beluche.
- The Buccaneer, nueva versión de 1958 dirigido por Anthony Quinn con Lorne Greene en el papel de Renato Beluche.
- Renato Beluche es citado en una de las estrofas del Himno de la Armada de Venezuela.
- El  Batallón de infantería de marina "Contralmirante Renato Beluche" destacado en el sur del Lago de Maracaibo.[2][3]
- El Batallón de Mantenimiento y Construcción  “CN Nicolas Jolly” dedicado a un sobrino de Beluche que participó en la batalla del Lago de Maracaibo.